# Hours (Pyrénées-Atlantiques)
Hours (okzitanisch: Horcs) ist eine französische Gemeinde mit 230 Einwohnern (Stand: 1. Januar 2022) im Département Pyrénées-Atlantiques in der Region Nouvelle-Aquitaine (vor 2016: Aquitanien). Sie gehört zum Arrondissement Pau und ist Teil des Kantons Vallées de l’Ousse et du Lagoin (bis 2015: Kanton Pontacq).

## Geografie
Hours liegt etwa 17 Kilometer ostsüdöstlich von Pau am Fuß der Pyrenäen. Umgeben wird Hours von den Nachbargemeinden Espoey im Norden und Nordosten, Livron im Osten, Barzun im Südosten, Bénéjacq im Süden, Bordères im Südwesten sowie Lucgarier im Westen und Nordwesten.

## Bevölkerungsentwicklung
| 1962                      | 1968 | 1975 | 1982 | 1990 | 1999 | 2006 | 2013 |
| ------------------------- | ---- | ---- | ---- | ---- | ---- | ---- | ---- |
| 219                       | 205  | 195  | 188  | 196  | 169  | 186  | 247  |
| Quelle: Cassini und INSEE |      |      |      |      |      |      |      |

## Sehenswürdigkeiten
- Kirche Saint-Jean-Baptiste, 1867 erbaut